# Красный мост (картина)
«Красный мост» — картина американского художника Джулиана Олдена Уира, написанная в 1895 году. В настоящее время картина находится в собрании Метрополитен-музея в Нью-Йорке.
«Красный мост» относится к ряду работ художника, вдохновлённых японскими гравюрами укиё-э. «Красный мост» относится к импрессионизму, хотя ранее художник являлся противником этого направления. На картине изображён недавно построенный мост через реку Шетакет в Уиндеме (Коннектикут). Изначально Уир смотрел на новый мост с отвращением, поскольку тот заменил старый крытый мост, который он любил, но в конце концов решил нарисовать его. Исходя из публикаций Метрополитен-музея, работа является одной из немногих картин американских импрессионистов, где раскрывается тематика индустриализации.